# Schloßberg (Großtöpfer)

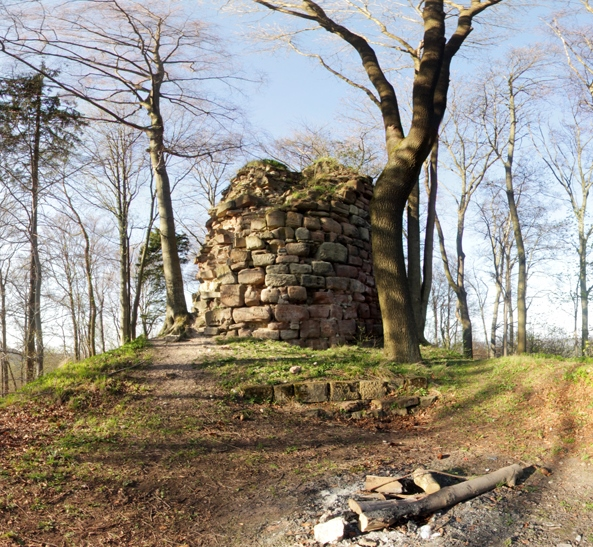
Ruinenrest der Burg Greifenstein

Der Schloßberg ist ein 442,5 m ü. NHN hoher Berg im Eichsfeld in Nordwestthüringen (Deutschland).

## Geographie
Der Schloßberg befindet sich im Südeichsfeld etwa 2000 Meter westlich von Großtöpfer, einem Ortsteil der Gemeinde Geismar und 2000 Meter östlich von Kella nahe der Landesgrenze zu Hessen. Verkehrsmäßig zu erreichen ist die Ruine über die Landesstraße 2030 zwischen Kella und Großtöpfer und auf verschiedenen Wanderwegen bis zum Gipfel.

## Naturräumliche Zuordnung
Naturräumlich wird der Berg nach der Einteilung des Handbuches der naturräumlichen Gliederung Deutschlands dem Rosoppe-Frieda-Hügelland zugeordnet: Entsprechend der alternativen Einteilung der Thüringer Landesanstalt für Umwelt und Geologie (TLUG) ist er Teil des Naturraumes Werrabergland–Hörselberge; orographisch ist er als Teil der Südabdachung der Gobert anzusehen.

## Natur
Der Berg befindet sich im Landschaftsschutzgebiet Obereichsfeld und im Naturpark Eichsfeld-Hainich-Werratal. Die bewaldete Kuppe des Berges besteht nur im Gipfelbereich aus Unterem Muschelkalk und dann aus oberem Buntsandstein (mit einzelnen Gipslagern im Röt) und sitzt der umliegenden Landschaft aus mittleren Buntsandstein als Zeugenberg auf. Lediglich am südlichen Fuß des Berges im Bereich des ehemaligen Gutes befinden sich landwirtschaftlich genutzte Flächen. Im Bereich der steileren Böschung des mittleren Buntsandsteines befinden sich einige kleine Quellen mit Zufluss zur Frieda (Höllengraben, Gretchengraben), zur Rode und zum Kellaer Bach.

## Geschichtliches
Auf dem Gipfel befand sich die 1397 erwähnte Burg Greifenstein, von der nur noch Ruinenreste vorhanden sind. Am südöstlichen Fuß des Berges lagen das dazugehörige Gut Greifenstein und ein Forsthaus, welche nach 1960 im Rahmen der Grenzsicherungsmaßnahmen an der innerdeutschen Grenze abgerissen wurden. In dieser Zeit war der Berg auf Grund seiner Lage im Schutzstreifen für die Anwohner bis 1989 nicht mehr zugänglich. 